# 2024년 하계 올림픽 모나코 선수단
2024년 하계 올림픽 모나코 선수단은 2024년 7월 26일부터 8월 11일까지 프랑스 파리에서 열린 2024년 하계 올림픽에 참가한 올림픽 모나코 선수단이다.
이는 모나코가 하계 올림픽에 출전하는 22번째 대회가 된다.
모나코 팀은 4개 종목에서 출전하는 5명의 선수로 구성되었다. 수영 선수 테오 드뤼엔과 리사 푸 개막식에서 선수단의 기수을 맡았다.

## 출전 선수
| 종목 | 남자 | 여자 | 전체 |
| ---- | ---- | ---- | ---- |
| 수영 | 1    | 1    | 2    |
| 유도 | 1    | 0    | 1    |
| 육상 | 0    | 1    | 1    |
| 조정 | 1    | 0    | 1    |
| 탁구 | 0    | 1    | 1    |
| 전체 | 3    | 3    | 6    |

## 매달 집계
| 종목 | 1 | 2 | 3 | 합계 |
| 종목 | ' | ' | ' | '    |
| 종목 | ' | ' | ' | '    |
| 종목 | ' | ' | ' | '    |
| 합계 | ' | ' | ' | '    |

## 같이 보기
- 2024년 하계 올림픽